# Windsor (comté de Shelby, Illinois)
Windsor est une petite ville du comté de Shelby dans l'Illinois aux États-Unis. Les terres où est construite la ville ont été acquises par Simon Huggins et P.C. Ryder, le 30 novembre 1855. Elle est incorporée le 16 août 1878.

## Démographie
Lors du recensement de 2010, la ville comptait une population de 1 187 habitants. Elle est estimée, en 2016, à 1 153 habitants.

## Source de la traduction
- (en) Cet article est partiellement ou en totalité issu de l’article de Wikipédia en anglais intitulé « Windsor, Shelby County, Illinois » (voir la liste des auteurs).